# Gumnisko (Wieruszów)
Pour les articles homonymes, voir Gumnisko.
Gumnisko est une localité polonaise de la gmina de Sokolniki, située dans le powiat de Wieruszów en voïvodie de Łódź.